# Thomas Kovachevich

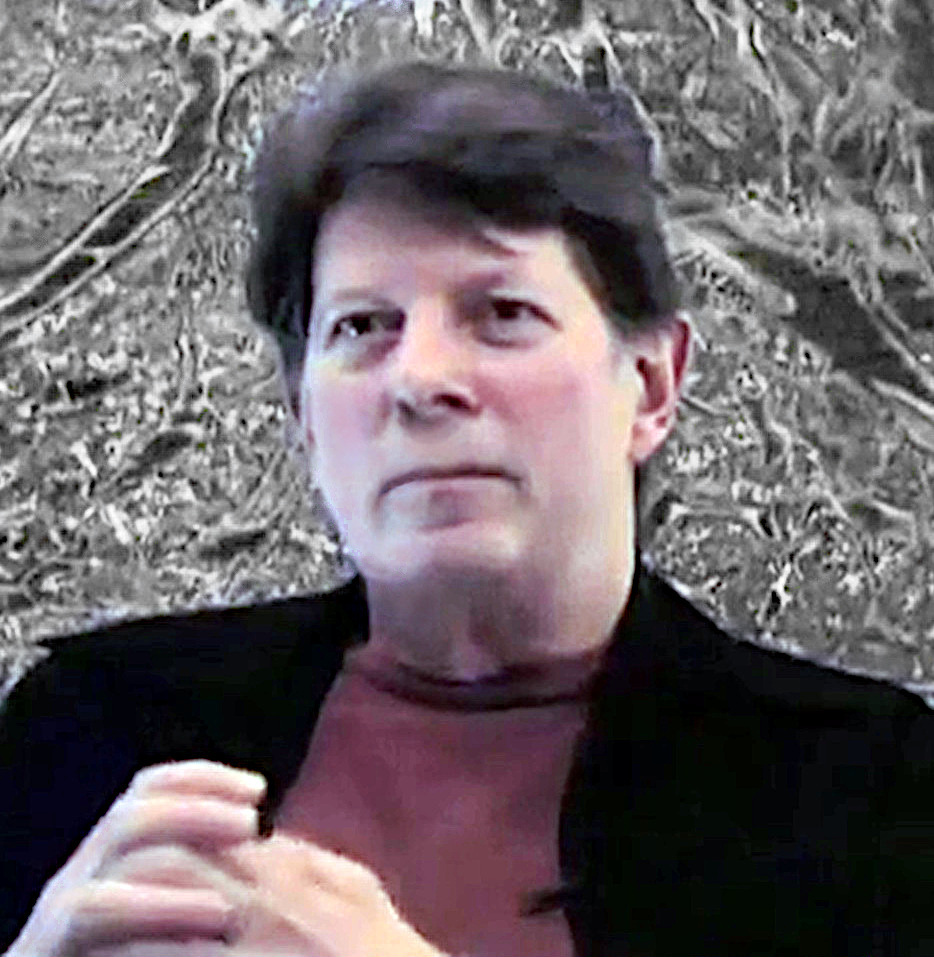
Kovachevich im Jahr 2012

 Thomas „Tom“ Kovachevich (* 11. März 1942 in Detroit, Michigan, USA) ist ein US-amerikanischer zeitgenössischer Performancekünstler und Objektkünstler. Er lebt in New York City.

## Leben
Thomas Kovachevich ist vielseitiger Künstler sowie praktizierender Arzt. Als Künstler ist er ein Autodidakt. Seine Werke zeichnen sich dadurch aus, dass er das, was seiner medizinischen Praxis und seinem Arbeitsalltag entstammt, bei seinen Objekten verwendet. Kovachevichs Kunst beginnt mit dem, was er findet: Er verwandelt die Dinge in Kunstwerke, zum Beispiel durch Zerkleinern, Papier in Stücke reißen, zusammenbinden und so weiter.
Kovachevich begann in den 1970er Jahren seine Werke auszustellen. Er war Teilnehmer an zahlreichen Ausstellungen in den Vereinigten Staaten und im Ausland. Im Jahr 1972 war er mit einigen seiner Objekte Teilnehmer der Documenta 5 in Kassel in der Abteilung Individuelle Mythologien.
Seine Arbeit wird dem abstrakten Minimalismus zugeordnet, seine Einflüsse kommen aus der Land Art, der Minimal Art und der Arte Povera.
Er verwendet zahlreiche Materialien, malt in Acryl auf Kunststoff, benutzt Kunststoff-Verpackungen, und Gegenstände wie Kämme, Zahnbürsten, Batterien, Verpackungsmaterial, Klebebänder, Kameras, Spielzeug-Pistolen und sogar Badeanzüge.
Kovachevich füllt die Innenseite von Kunststoffhüllen mit Farbe und schafft so räumliche Skulpturen. Die meisten seiner Skulpturen sind reine Abstraktionen. Er produziert seine Kunstwerke in Serien und Massen.
Viele seiner Objekte sind Skulpturen aus Papier, gefaltet oder gerollt oder aus kleinen Stücke von Pappe oder Baumwolle. In seiner medizinischen Praxis sah er häufig Baumwolle, die im Wasser schwamm. Er fing an, mit dem zu experimentieren, was passiert, wenn Papier oder Baumwolle in einer Schale mit Wasser schwimmt. Die Objekte, die so entstehen, sind veränderlich und möglicherweise irgendwann nicht mehr existent.